# کشورهای سفلی

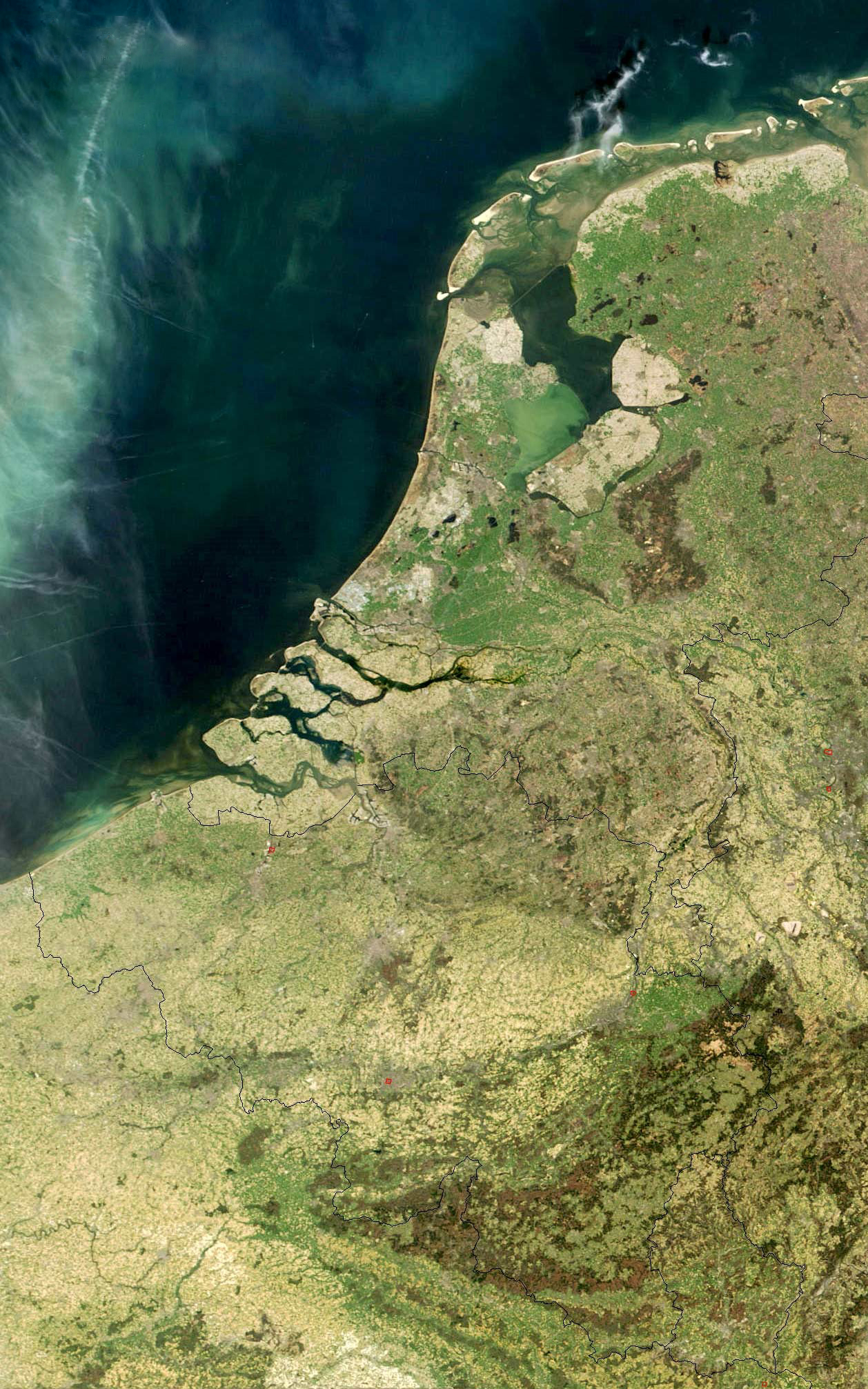
کشورهای کوچک از لحاظ وسعت با مرزهای امروزی کشیده شده به رنگ آبی نازک دیده می‌شود.

کشورهای سفلی(به معنی کشورهای پست و کم ارتقا) (هلندی: de Lage Landen)،(انگلیسی:Low countries) اصطلاحی است که به کشورهای منطقهٔ کرانه‌ای در شمال غرب اروپا می‌دهند، که به‌ویژه از کشورهای هلند و بلژیک تشکیل شده است. این سرزمین‌ها پست‌تر از دلتای رود راین، رود شلده و رود موز و پایین‌تر از سطح دریا(سطح دریای آزاد) هستند. این منطقه شامل محدودهٔ به نسبت گسترده از اروپا از گراولینز و دانکرک است. فلاندری‌ها یکی از اقوامی هستند که در این منطقه زندگی می‌کنند و به همین جهت در زبان ترکی عثمانی به این منطقه فلمنک و در فارسی فلامک گفته می‌شد و الماس‌های سرخی که از این منطقه می‌آمد نیز الماس فلامک نام داشت.